# Hugo-Jacobi-Preis
Der Hugo-Jacobi-Preis war ein  deutscher Literaturpreis, gestiftet vom Lyriker Hugo Jacobi für „junge, um Stil und Existenz ringende Dichter“.

## Preisträger
- 1967 Michael Ende
- 1964 Walter Gross
- 1960 Helmut Heißenbüttel
- 1959 Johannes Poethen
- 1958 Peter Rühmkorf
- 1957 Cyrus Atabay
- 1956 Hans Magnus Enzensberger
- 1955 Rainer Brambach